# The Charleston Chasers
The Charleston Chasers  waren eine Studio-Jazzband des Chicago-Jazz in der zweiten Hälfte der 1920er-Jahre.
Die Bezeichnung The Charleston Chasers wurde als Bandname für eine Reihe von Aufnahmen verschiedener Musikerbesetzungen zwischen 1925 und 1930 benutzt. The Charleston Chasers traten nicht öffentlich auf, sondern waren ein reines Studioensemble für Columbia Records. In der Formation spielten in unterschiedlichen Zusammensetzungen u. a. Vic Berton, Jimmy Dorsey, Benny Goodman,  Lennie Hayton, Leo McConville, Dick McDonough, Glenn Miller, Miff Mole, Phil Napoleon, Red Nichols, Pee Wee Russell, Arthur Schutt, Joe Tarto sowie Charlie und Jack Teagarden; Bandsänger waren Scrappy Lambert, Paul Small, Kate Smith, Eva Taylor und Eddie Walters. Im Mai 1927 gelang es der Formation um Red Nichols, Jimmy Dorsey und Miff Mole mit „Someday, Sweetheart“ einen ersten Hit (#19) in den nationalen Charts zu platzieren; es folgten noch „One Sweet Letter“ from You (#14) im Juli 1927 und als letzter Hit „Moanin’ Low“ (#19) im Oktober 1929. Die Charleston Chasers waren bei einigen Aufnahmen auch ein Pseudonym der Red Nichols Five Pennies, die regulär für Brunswick Records aufnahmen.

## Diskographische Hinweise
- The Charleston Chasers |1925-1930 (Timeless Records, ed. 1999)
- The Charleston Chasers (|ASV/Living Era)